# Dân quân Trung Quốc
Dân quân Trung Quốc (chữ Anh: Militia of China, chữ Hán - Việt: Trung Hoa Nhân dân Cộng hoà quốc Dân binh) là tổ chức vũ trang nhân dân mang tính quần chúng không thoát li sản xuất, đặt dưới sự lãnh đạo của đảng Cộng sản Trung Quốc, là bộ phận hợp thành của Lực lượng vũ trang nước Cộng hoà Nhân dân Trung Hoa, là lực lượng hậu bị và trợ thủ của Quân giải phóng Nhân dân Trung Quốc, là hình thức tổ chức trọng yếu nhằm thực hành chiến lược "toàn dân đều là quân".
Bắt đầu 0 giờ ngày 1 tháng 7 năm 2020, Lực lượng quân dịch dự bị thuộc Quân giải phóng Nhân dân Trung Quốc quy nhập toàn diện vào hệ thống quân đội lãnh đạo chỉ huy, trước đây do quân và chính phủ địa phương song trùng lãnh đạo bây giờ điều chỉnh thành do Trung ương đảng và Quân uỷ Trung ương lãnh đạo thống nhất và tập trung.

## Khái niệm
Dân quân là lực lượng vũ trang hậu bị của đất nước. Luật quốc phòng Trung Quốc quy định: "Dân quân dưới sự chỉ huy của cơ quan quân sự, đảm đương phụ trách công việc hậu cần chuẩn bị chiến tranh, nhiệm vụ phòng vệ và tác chiến, hiệp trợ duy trì bảo vệ trật tự xã hội".
Để đảm bảo hoàn thành các nhiệm vụ này, cần phải xác lập các hạng mục chế độ cơ bản có liên quan đến dân quân. Về việc kiến thiết dân quân Trung Quốc thời kì mới, đã giành lấy thành tích rất lớn. Bằng hình thức của pháp luật, đã xác lập hệ thống lãnh đạo tổ chức dân quân dưới sự lãnh đạo của Quốc vụ viện và Quân uỷ Trung ương. Công việc dân quân toàn quốc do bộ tổng tham mưu chủ quản; các đại quân khu làm theo nhiệm vụ của cấp trên giao cho, phụ trách công việc dân quân của khu vực mình; lực lượng vũ trang nhân dân cấp quân khu tỉnh, phân khu quân và huyện thị là cơ quan chỉ huy lãnh đạo dân quân của khu vực mình; hương, trấn, bộ phận khu phố và đơn vị xí nghiệp có thiết lập Ban vũ trang nhân dân, phụ trách công việc dân quân và quân dịch. Chính phủ nhân dân các cấp địa phương, lãnh đạo về nguyên tắc thực hiện công tác dân quân, tổ chức, giám sát và đôn đốc về việc thực hiện công tác dân quân.

## Nhiệm vụ cơ bản
1. Tích cực tham gia công cuộc kiến thiết hiện đại hoá chủ nghĩa xã hội, tiên phong dẫn dắt hoàn thành sản xuất và các hạng mục nhiệm vụ;
2. Đảm đương phụ trách công việc hậu cần chuẩn bị chiến tranh, phòng vệ biên cương, duy trì bảo vệ trật tự xã hội;
3. Tuỳ thời mà chuẩn bị tòng quân tham chiến, chống giặc xâm lược, bảo vệ tổ quốc.

"Điều lệ công tác dân quân" quy định, nhiệm vụ của công tác dân quân là:
1. Kiến lập và củng cố tổ chức dân quân, nâng cao tố chất quân sự và chính trị của dân quân, điều phối và quản lí trang bị vũ khí của dân quân, trữ bị quân dự bị cần thiết lúc chiến tranh;
2. Phát động dân quân tham gia công cuộc kiến thiết hiện đại hoá chủ nghĩa xã hội, tổ chức dân quân đảm nhiệm chấp hành công việc hậu cần chuẩn bị chiến tranh, duy trì trị an xã hội;
3. Tổ chức dân quân tham chiến, chi viện tiền tuyến, chống giặc xâm lược, bảo vệ tổ quốc.

Để gia cường công cuộc kiến thiết lực lượng hậu bị quốc phòng, sau Hội nghị công tác dân quân phòng vệ biên giới và quanh biển đảo năm 1987, mở đầu tổ chức phân đội ứng phó nhu cầu cấp thiết của dân quân (gọi tắt phân đội ứng cấp dân quân). Phân đội này là một cánh lực lượng "nắm đấm" nhằm ứng phó sự kiện đột phát, duy trì ổn định xã hội. Qua hơn 10 năm xây dựng, phân đội ứng cấp dân quân được tổ chức và xây dựng ở các khu vực trọng điểm như thành phố lớn, nơi đóng quân canh phòng biên giới và ngoài biển đảo đã bước vào quỹ đạo kiến thiết quy củ, phép tắc, cơ bản đã thực hiện hiện đại hoá trang bị vũ khí, hiện đại hoá công cụ thông tin liên lạc, trở thành một đạo quân có tố chất tài giỏi, động viên rất nhanh, chiến đấu mạnh mẽ và hết mình. Cùng lúc gia cường kiến thiết lực lượng ứng cấp dân quân, đã gia cường kiến thiết phân đội công nghệ kĩ thuật chuyên nghiệp của dân quân. Cả nước có tổng cộng gần 10.000 phân đội chuyên nghiệp ngang nhau được tổ chức và xây dựng, số dân quân tổ chức nhóm đạt tới hàng triệu người, đã phát huy đầy đủ tác dụng của quân dự bị trong sản xuất xây dựng, cứu giúp khẩn cấp và hoạt động quân sự.